# Pyrrhalta viburni
{{Bảng phân loại
| name = Pyrrhalta viburni
| image = Chrysomelidae - Pyrrhalta viburni-1.JPG
| image_caption = Dorsal view
| image2 = Chrysomelidae - Pyrrhalta viburni.JPG
| image2_caption = Lateral view
|regnum = Animalia
| phylum = Arthropoda
| classis = Insecta
| ordo = Coleoptera
| familia = Chrysomelidae
| genus = Pyrrhalta
| species = P. vibruni
| binomial = Pyrrhalta viburni
| binomial_authority = (Paykull, 1799)
Pyrrhalta viburni là một loài leaf beetle bản địa của châu Âu và châu Á, thường được biết đến với tên the viburnum leaf beetle. Introduced tới Bắc Mỹ in 1947, it can "skeletonize" Viburnum bushes, eventually killing them.

## Hình ảnh

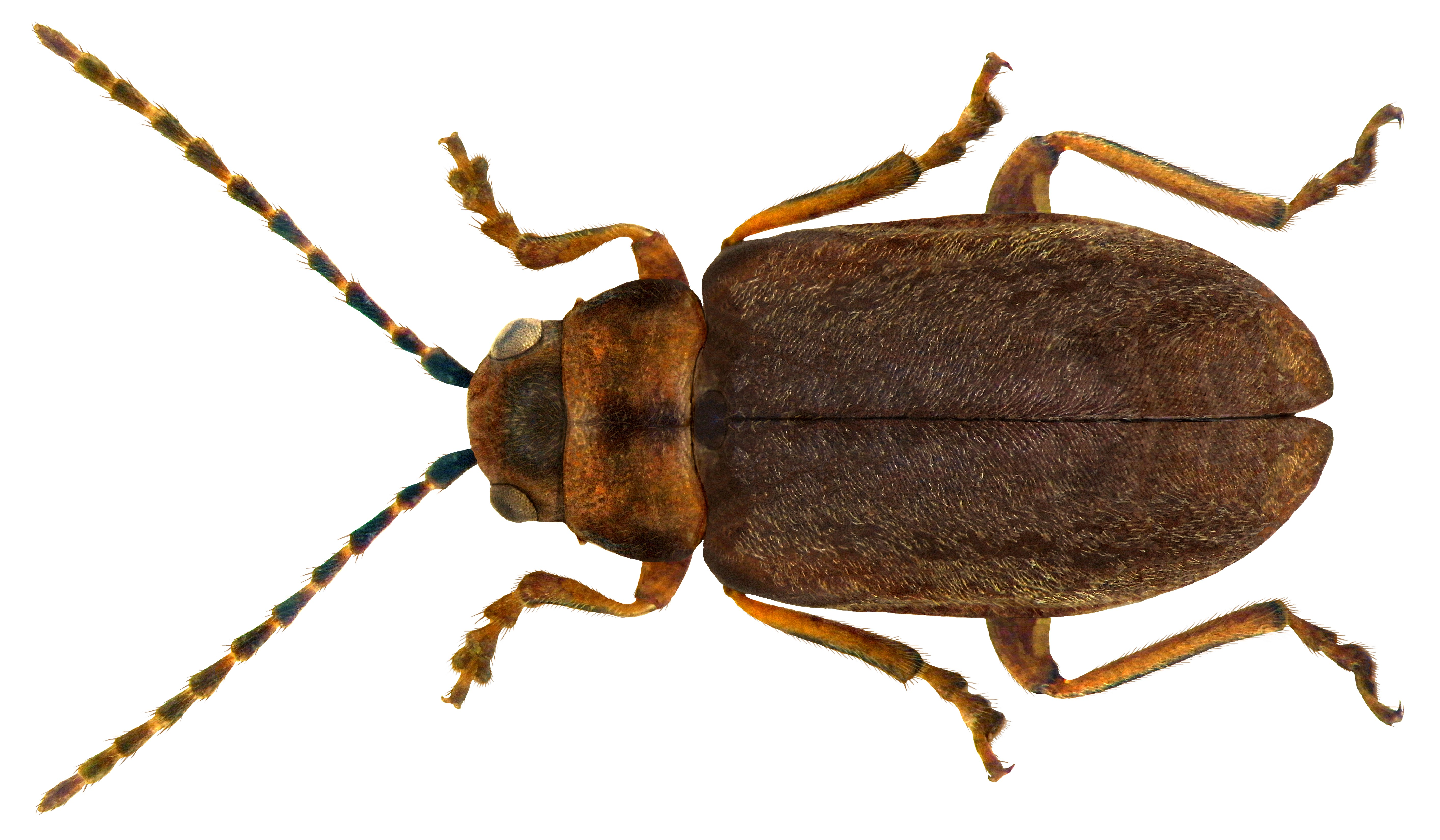
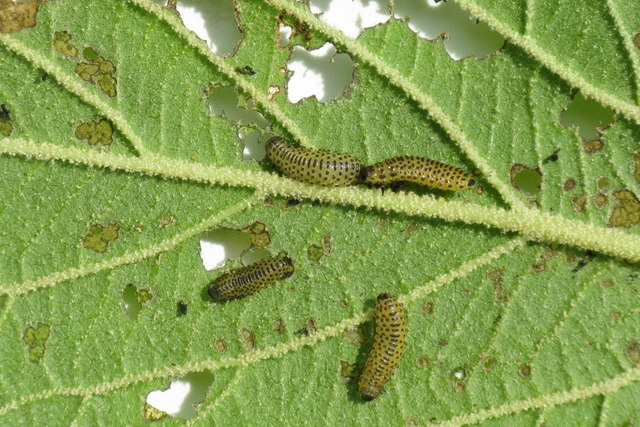
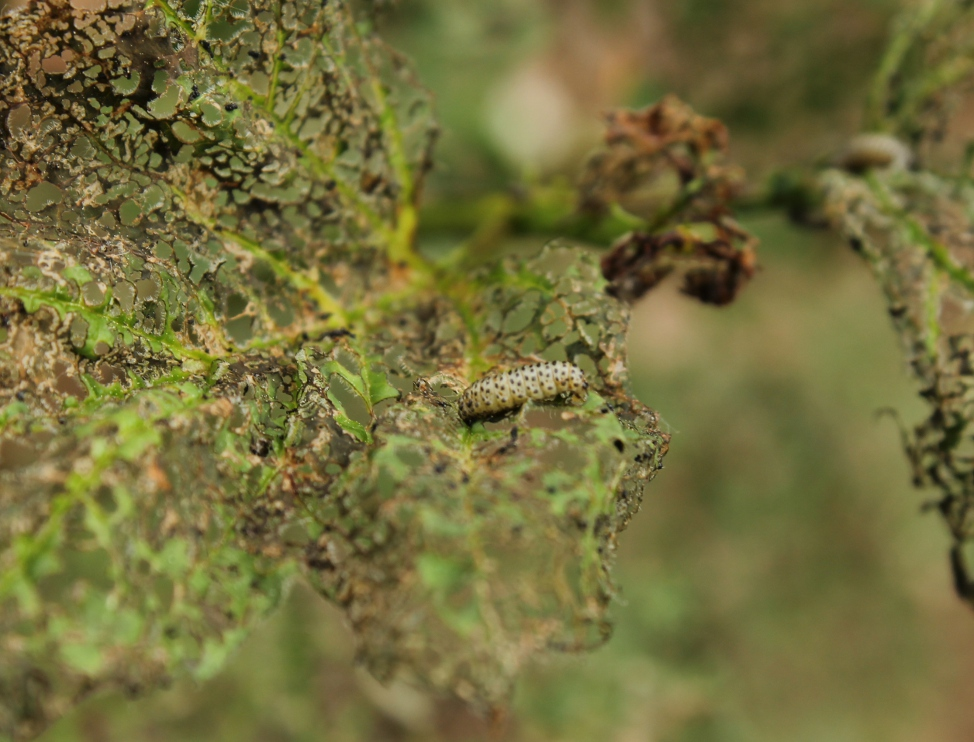
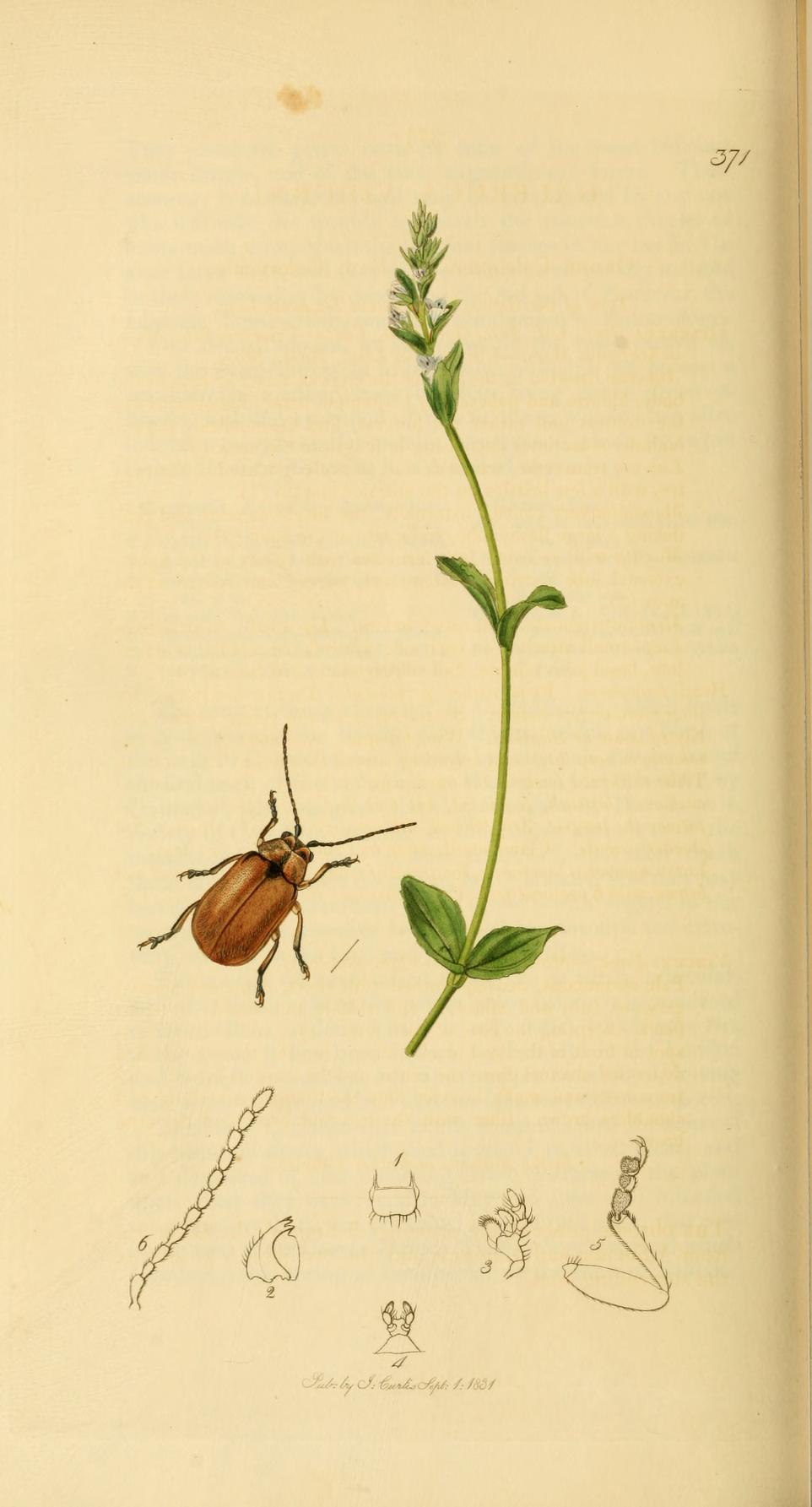